# Entalophoroecia robusta
Entalophoroecia robusta är en mossdjursart som beskrevs av Harmelin 1976. Entalophoroecia robusta ingår i släktet Entalophoroecia och familjen Diaperoeciidae. Inga underarter finns listade i Catalogue of Life.